# ارکستراسیون

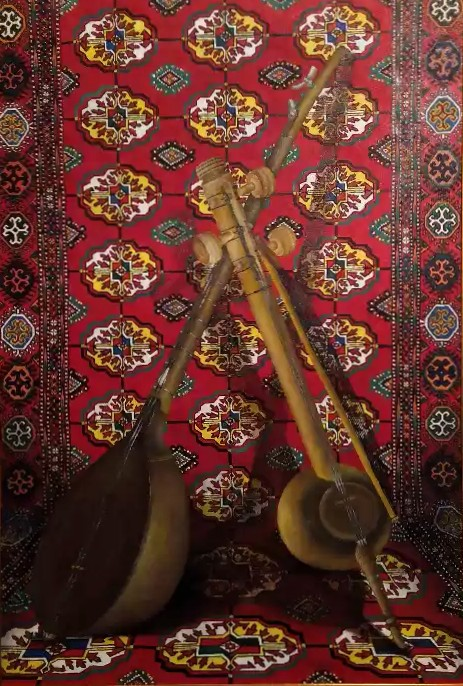
ترکیب سازها که نماد ارکستراسیون می‌باشد

ارکستراسیون (به فرانسوی: Orchestration) یا سازآرایی یکی از شاخه‌های مهم آهنگسازی است و به مراحل عملی نوشتن یک قطعهٔ موسیقی برای ارکستر و آنسامبل‌های مختلف گفته می‌شود. به عبارت دیگر می‌توان ارکستراسیون را دانش انتخاب و ترکیب سازها و نیز برقراری تعادل میان گروه‌های سازی در راستای تصنیف یا تنظیم یک قطعه موسیقیِ ارکستری دانست.
فراگیری ارکستراسیون برای آهنگساز امکان استفاده از رنگ‌های صوتی گوناگون و ترکیبات پر شمارشان را فراهم می‌آورد. برای مثال آهنگساز می‌آموزد که چگونه یک آکورد را به‌طور متعادل بین گروه‌های ارکستر توزیع کرده و چگونه به یک صدای متعادل و منطقی دست پیدا کند و در صورت لزوم چگونه ملودی را برجسته‌تر از بخش‌های دیگر نشان دهد. همچنین چگونه می‌توان از سازها و رنگ‌های مختلف ارکستری استفاده کرد و جمله‌های موسیقی را با طرح‌های متنوع ارکستری کنار هم قرار داد. از هکتور برلیوز، ریچارد واگنر، ریمسکی کورساکف، موریس راول و گوستاو مالر با عنوان بزرگان و قله‌های هنر ارکستراسیون در موسیقی کلاسیک نام برده می‌شود. در قیاس با نقاشی، می‌توان ارکستراسیون را رنگ‌آمیزی یک اثر هنری نامید و البته همان‌طور که در نقاشی مرسوم است، در موسیقی نیز ارکستراسیون لزوماً پس از مراحل ساخت ملودی، ریتم، هارمونی و کنترپوان وارد نمی‌شود و بسیاری از آهنگسازان از همان ابتدا سازبندی و رنگ‌آمیزی اثر خود را تصور و مشخص می‌نمایند.